# Martin Hemmer (Priester)

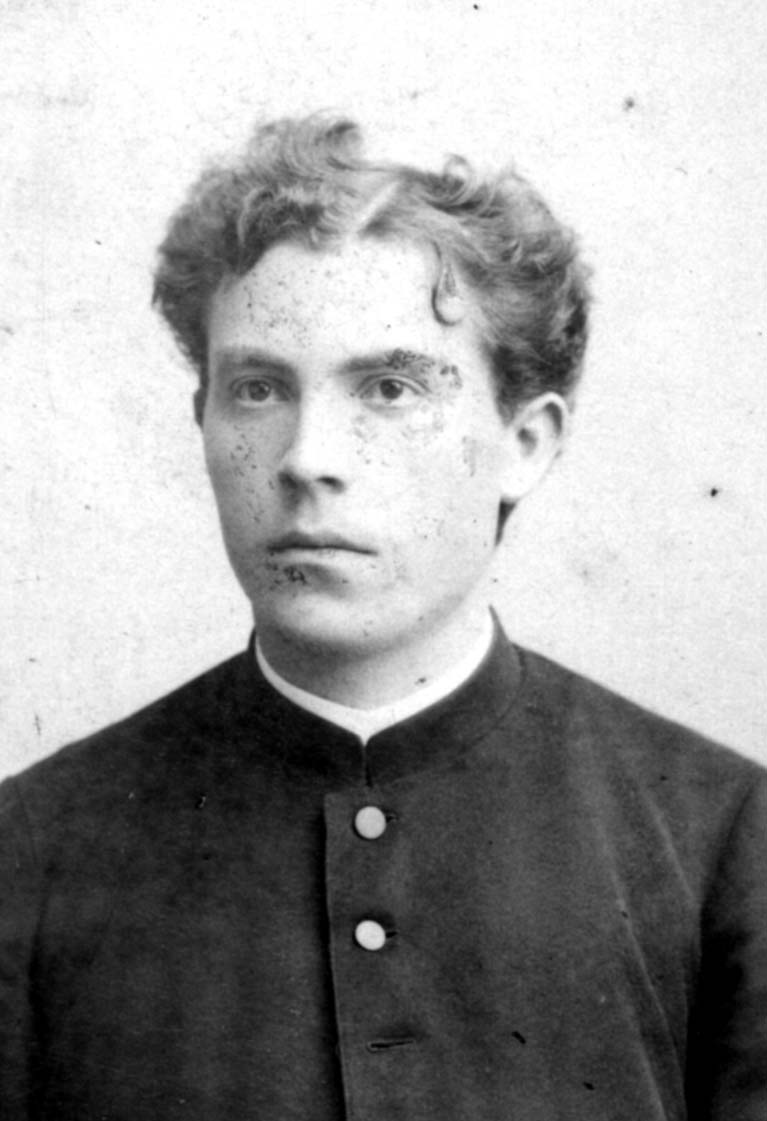
Martin Hemmer um 1890, als Kaplan im Bistum Speyer.

Martin Hemmer (* 6. Februar 1863 in Niederlustadt, Pfalz; † 28. Juli 1947 in Hainfeld, Pfalz) war ein katholischer Priester aus der Diözese Speyer, später Erzpriester und Kommissarius im Erzbistum Breslau, sowie Mitbegründer des landwirtschaftlichen Genossenschaftswesens in Schlesien und Päpstlicher Hausprälat (Monsignore). Aufgrund der Folgen des Zweiten Weltkrieges wurde er Vertreibungsopfer; sein Grab in Hainfeld ist regelmäßiger Treffpunkt der Heimatvertriebenen aus seinem langjährigen Wirkungsort Schmottseiffen/Schlesien und es entwickelte sich daraus eine offizielle Verbindung zwischen der Vertriebenengruppe und der pfälzischen Gemeinde.

## Leben

### Herkunft und frühes Wirken
Martin Hemmer ist im südpfälzischen Niederlustadt, Rheinpfalz, damals Königreich Bayern geboren, besuchte das Bischöfliche Konvikt (Internat) St. Joseph in Speyer und erhielt am 19. August 1888 von Bischof Joseph Georg von Ehrler im Speyerer Dom die Priesterweihe. Zunächst amtierte er als Kaplan seiner Heimatdiözese in Homburg, wo er sich besonders der Bergarbeiter annahm.

### Priester und Prälat in Schlesien

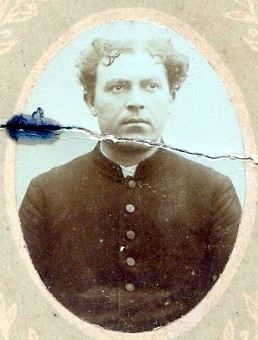
Martin Hemmer um 1905, als Pfarrer von Seitsch.

Da im Bistum Speyer damals ein starker Überfluss an Geistlichen herrschte, nahm Hemmer ein Angebot des Reichstagsabgeordneten Graf Friedrich von Praschma an, der in Schlesien einen Hauslehrer und Schlosskaplan suchte. In dieser Stellung wirkte er von 1891 bis 1896 auf Schloss Falkenberg. Mit Datum vom 31. August 1891 erhielt er die Erlaubnis zum Übertritt von der Diözese Speyer ins Bistum Breslau. Hier amtierte Hemmer von 1896 bis 1898 als Kurat in der Stadt Breslau an St. Heinrich und St. Matthias. Gleichzeitig unterrichtete er am „König Wilhelm Gymnasium“ und versah das Amt eines Präses des katholischen Handwerkermeister-Vereins der Metropole. Dann wechselte er als Pfarrer nach Seitsch, Kreis Guhrau, wo er von 1898 bis 1907 blieb. In jenem Jahr trat er seine letzte Pfarrstelle in Schmottseiffen an, heute als Pławna Górna ein Stadtteil von Lubomierz. Dort amtierte er 39 Jahre lang, bis zur Vertreibung 1947. 1919 wurde er hier zum Erzpriester und Erzbischöflichen Kommissarius des Bezirks Hirschberg (ähnlich einem Dekan). Anlässlich seines goldenen Weihejubiläums avancierte Martin Hemmer aufgrund seiner vielfältigen Verdienste im priesterlichen Amt zum Päpstlichen Hausprälaten mit dem Titel „Monsignore“. Er engagierte sich stark im landwirtschaftlichen Genossenschaftswesen und zählte zu dessen Initiatoren und Mitbegründern in der Provinz Schlesien. Überdies galt er als „anerkannter Fachmann auf dem Gebiete der Musik und der Kunst“. Beides hält die Würdigung zu seinem goldenen Priesterjubiläum fest, wo er auch als „aufgeschlossen für alle Probleme der Gegenwart und stets vertraut mit den Neuerscheinungen der theologischen Fachliteratur“ bezeichnet wird. Sein Erzbischof, Kardinal Adolf Bertram habe ihn wegen seines unermüdlichen Eifers besonders geschätzt und er stand in persönlichem, freundschaftlichem Kontakt mit ihm. Hemmer wirkte zudem als Synodal-Konsultor im Bistum und gehörte dem Vorstand des Kuratoriums an, das den Priesterpensionsfond verwaltete. Seit 1899 war der historisch interessierte Geistliche Mitglied im Verein für Geschichte Schlesiens und wird mehrfach in dessen Organ „Zeitschrift des Vereins für Geschichte Schlesiens“ erwähnt bzw. zitiert; u. a. im Band 46, 1912, S. 254, wo sich auch ein Hinweis auf seine im Schlesischen Pastoralblatt, Jahrgang XXXII, Nr. 19 erschienene Abhandlung: „Die Errichtung der Kaplanstelle in Schmottseiffen, 1748“ befindet. Pfarrer Martin Hemmer ist im offiziellen Bericht über die 56. Deutsche Katholikenversammlung (Deutscher Katholikentag) in Breslau, vom 29. August bis 2. September 1909, als Mitglied und Teilnehmer eingetragen (Festschrift Seite 654).

### Vertreibungsopfer und Tod

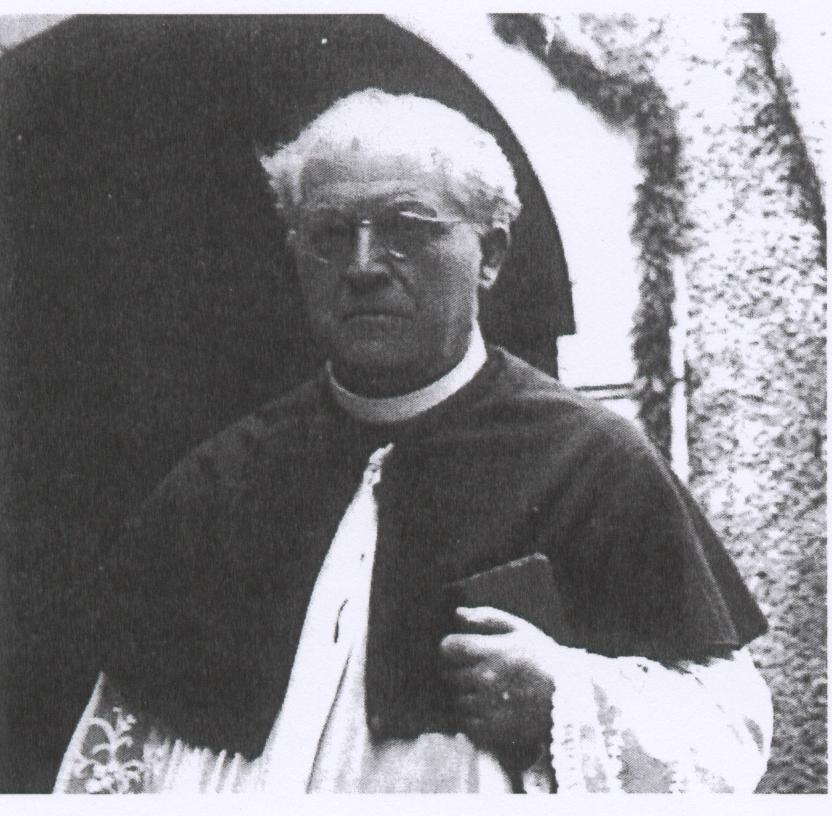
Prälat Martin Hemmer, Schmottseiffen

Nach dem Zweiten Weltkrieg wurde auch der greise Prälat Hemmer wie viele andere vertrieben. Pater Alfred Rothe S.J. berichtete in seiner „Geschichte des Dorfes Schmottseiffen“, dass Pfarrer Hemmer und sein Kaplan Maniera zum letzten großen Flüchtlingstreck gehörten, der die Gemeinde im Juni 1947 verließ. Beiden Priestern habe man beim Grenzübertritt allen mitgeführten Besitz weggenommen. In der Publikation sind auch zwei Briefe von Pfarrer Hemmer überliefert, in denen er über seine Ausweisung und ihre Begleitumstände selbst berichtet. Der Pfälzer Priester schreibt z. B. am 27. Februar 1946 aus Schmottseiffen an den Klosterpropst in Lauban: 

„... Nachdem ich von 23. März 1945 bis 3. Juni 1945 evakuiert in Bad Flinsberg zugebracht hatte, kehrte ich nach dem Waffenstillstand nach Schmottseiffen zurück. Sonnabend, den 23. Juni 1945, um Mitternacht, wurden wir mit Gewehrkolben aus unseren Wohnungen gestoßen und beraubt. Von meinen Verwandten habe ich bis jetzt kein Lebenszeichen erhalten. Wo Engländer und Amerikaner die Besatzung ausüben, soll das ganze wirtschaftliche Leben wieder in Gang sein. In Berlin erscheint das katholische Sonntagsblatt wieder regelmäßig. Das kommt uns hier direkt märchenhaft vor, daß so etwas wieder möglich ist. Vom 1. bis 3. Dezember 1945 haben 16 Polen bei mir geplündert. Während ich krank zu Bett lag, hat man selbst mein Schlafzimmer ausgeräumt. Drei große Wagen Beute haben sie abgefahren; darunter auch wertvolle Kelche und Ziborien. Auch die Gruft unter unserer Kirche wurde aufgebrochen und durchsucht. Gott befohlen und herzliche Grüße vom ganzen Pfarrhaus! Martin Hemmer, Prälat, im 84. Lebensjahr. “

Dem inzwischen im Westen befindlichen Pfarrangehörigen, Heinrich Brendel schickte er angesichts seiner bevorstehenden Ausweisung eine Postkarte mit Todesahnungen:

„Schmottseiffen, den 26. November 1946. Lieber Heinrich. Deinen Brief vom 31. Oktober 1946 hier erhalten am 22. November. Gratias! Nun habe ich Einblick über Euer Leben in der Fremde! In der altdeutschen Sprache heißt Fremde soviel wie Elend. Wo christlicher Sinn herrscht, wird das Elend gemildert durch brüderliche Barmherzigkeit, aber die Heimat nicht ersetzt! Jetzt sind wir von Gott alle berufen und gezwungen, alles zu verlassen und das Vagabundenleben als Beruf zu ergreifen! Bis jetzt hieß es hier, der Prälat im 84. Lebensjahr bleibt; aber nun heißt die Parole: "Alle deutschen Geistlichen u. Lehrer müssen fort!" Da ich in meinem hohen Alter den mehrwöchentlichen Transport im Winter nicht mehr aushalte, brauche ich den Beruf als Vagabund und Bettler nicht mehr lange auszuüben. Unterwegs wird mich der Tod erlösen von diesem Elend!, so daß meine Nichte Frl. Meta Hemmer, Hainfeld/Rheinpfalz, Zone Francaise mich nicht mehr aufzunehmen braucht. Gottbefohlen, auf wiedersehen im Himmel.“

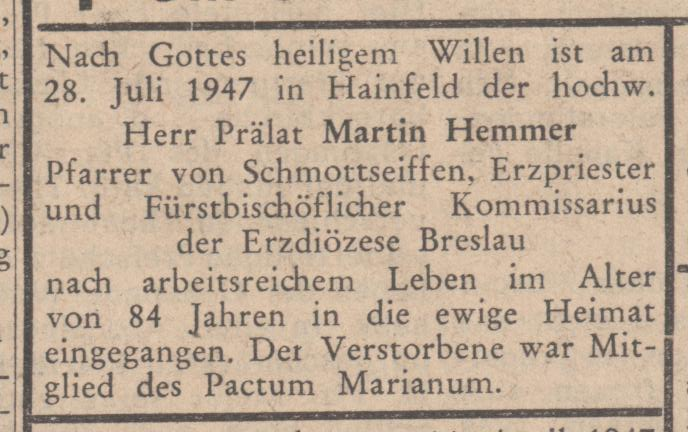
Todesanzeige aus der Speyerer Bistumszeitung „Der Pilger“

 Pfarrer Martin Hemmer kam im Sommer 1947, nach 5-wöchiger Fahrt in einem Güterwagen, krank und gebrochen zu seiner Nichte nach Hainfeld, Pfalz und starb dort schon nach kurzer Zeit. Er ist ein direktes Opfer der gewaltsamen Vertreibung und wurde auf dem Hainfelder Friedhof beigesetzt. Die Bistumszeitung seiner Heimatdiözese Speyer, „Der Pilger“ brachte dem unter tragischen Umständen heimgekehrten Diözesanen einen längeren Nachruf und veröffentlichte auch eine Todesanzeige. Im Nekrolog heißt es u. a., der Geistliche habe auch in Schlesien den Kontakt in die Pfalz nie abreißen lassen. Bis zum Verbot des Pilgers 1941 bekam er die Zeitung als Abonnent nach Schmottseiffen geschickt und ließ sich über die Sterbefälle im heimatlichen Klerus unterrichten, um Ihrer bei der Hl. Messe gedenken zu können.
Die im jetzigen Deutschland verstreut lebenden Vertriebenen aus Schmottseiffen treffen sich schon seit Jahrzehnten regelmäßig in Hainfeld, Diözese Speyer. Das dortige Grab ihres letzten Ortspfarrers, Prälat Martin Hemmer ist für sie zum Ort der Identifikation mit ihrer alten Heimatgemeinde bzw. eine Gedenk- und Pilgerstätte geworden (Mitteilung von Pfarrer Paul Brendel, 8. Oktober 2009).
An der 1225-Jahr-Feier von Hainfeld wirkte 2006 auch der Freundeskreis ehemaliger Schmottseiffener mit, der durch seine regelmäßigen Treffen am Grab von Prälat Hemmer in vielfältiger freundschaftlicher Verbindung zu der südpfälzischen Gemeinde steht. Der Vorsitzende des schlesischen Freundeskreises beglückwünschte das Dorf beim offiziellen Festakt, worüber auch die Presse u. a. die größte regionale Tageszeitung Die Rheinpfalz vom 3. Juli 2006 berichtete: „...Oswald Rößler vom Freundeskreis ehemaliger Schmottseiffener, die zu Hainfeld eine enge Verbundenheit dadurch pflegen, dass ihr letzter Geistlicher Martin Hemmer in Hainfeld beerdigt ist, übermittelte herzliche Grüße.“